# Аполо 9
Аполо 9 (на английски: Apollo 9) е първата пилотирана мисия по програмата Аполо на НАСА излетяла с изцяло окомплектован кораб за лунна мисия. За извеждането му в ниска земна орбита е използвана ракета-носител Сатурн V. Основна цел на полета е установяването на годността и възможността за пилотиране и маневриране с Лунният модул. За първи път Лунният модул Спайдър (LM-3) е включен към Командно-сервизния блок Гъмдроп (CSM-104) и са осъществени самостоятелни полети и маневри в космическото пространство с него. Така също са по времето на полета са реализирани две излизания на астронавти в открития Космос.

## Екипаж
| Пост                     | Астронавт                             |
| ------------------------ | ------------------------------------- |
| Командир                 | Джеймс Макдивит два космически полета |
| Пилот на командния модул | Дейвид Скот два космически полета     |
| Пилот на лунния модул    | Ръсел Швейкарт един космически полет  |

- Броя на полетите за всеки астронавт е преди и включително тази мисия.

## Дублиращ екипаж
| Пост                     | Астронавт                           |
| ------------------------ | ----------------------------------- |
| Командир                 | Чарлс Конрад два космически полета  |
| Пилот на командния модул | Ричард Гордън един космически полет |
| Пилот на лунния модул    | Алън Бийн                           |

- Броя на полетите за всеки астронавт е преди тази мисия.

## Полет
На 3 март 1969 г. в 16ч.00м.00с.е изстрелян космическият кораб „Аполо 9“ с тримата астронавти: командир-полковник Джеймс Макдивит, полковник Дейвид Скот и Ръсел Швейкарт. Маса заедно с лунния модул – 47 190 кг. Аполо 9 влиза в почти кръгова орбита с параметри 185/187 км. над повърхността на Земята. След включване на двигателя тя е изменена в елиптична с апогей (най-високата точка над земята) 3000 км и перигей (най-ниско над повърхността) – 200 км. На 6 март 1969 г. Макдивит и Швейкарт преминават в Лунния модул. На следващия ден изпълняват сложен експеримент. Отделят Лунния модул от основния космически кораб. В него остава само Скот. В продължение на 6 часа двамата астронавти извършват маневри с лунната кабина, отдалечават се на повече от 175 км от основния модул на Аполо и правят снимки на земната повърхност. Скачват се отново с него в 19:02:26ч и преминават в командно-сервизния блок. Непотребният лунен модул е отделен в 21:22:45ч. На 13 март 1969 г. в 16:31:14ч е включен главният двигател за 12 секунди. В 16:44:10ч Аполо 9 навлиза в атмосферата и се приводнява в 17:00:54ч близо до Бахамските острови в Атлантическия океан в точка с координати 23°15′00″ с. ш. 67°56′00″ з. д. / 23.25° с. ш. 67.933333° з. д. само на 5 км от предварително предвиденото място. Астронавтите са прибрани на борда на самолетоносача USS Guadalcanal (LPH-7).

## Снимки от Аполо 9
- Лунният модул модул прикачен към третата степен S-IVB на Аполо 9
- Дейвид Скот през люка на Гъмдроп
- Спайдер на околоземна орбита
- Спайдер на околоземна орбита